# Parotia sefilata
La paradisea dalle sei penne degli Arfak (Parotia sefilata (Pennant, 1781)), nota anche come paradisea dalle sei penne maggiore o paradisea dalle sei penne occidentale, è un uccello passeriforme della famiglia Paradisaeidae.

## Descrizione

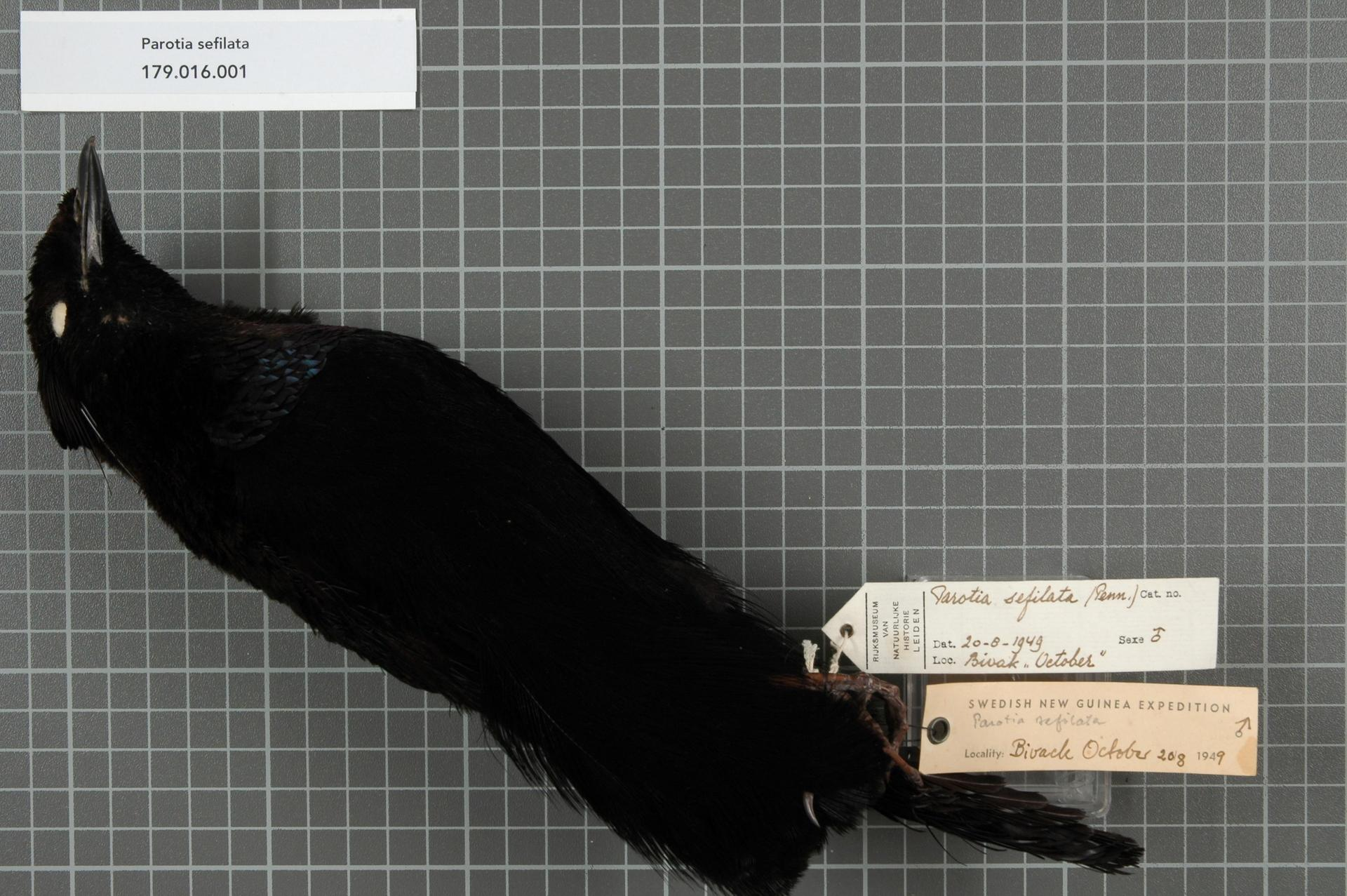
Maschio impagliato.

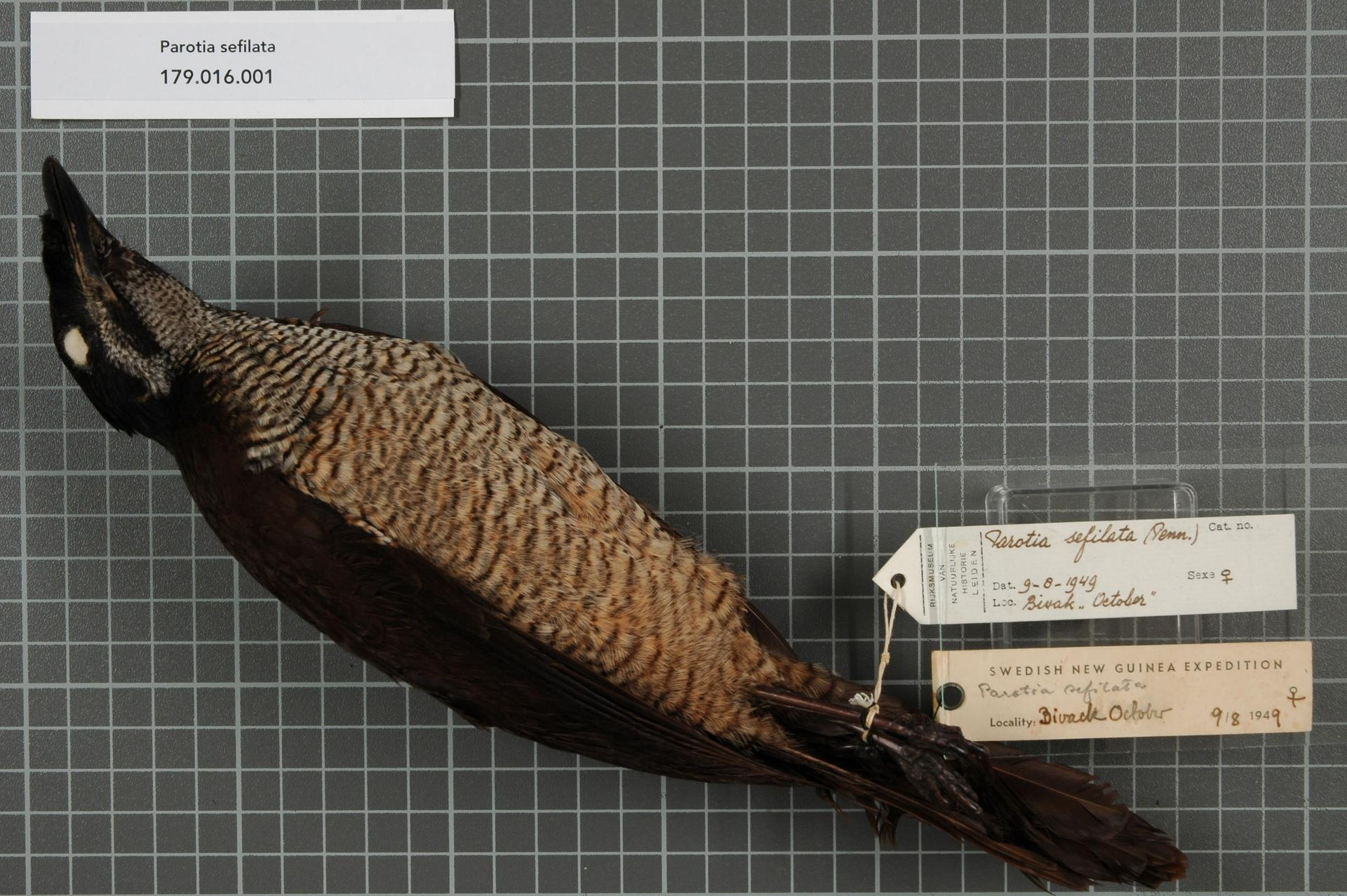
Femmina impagliata.

### Dimensioni
Misura circa 30-33 cm di lunghezza, per un peso di 140-205 g: i maschi, a parità d'età, sono leggermente più grossi e pesanti rispetto alle femmine.

### Aspetto
A prima vista, questo uccello può ricordare un merlo o uno storno, per il becco corvino e l'aspetto massiccio.

Come molti uccelli del paradiso, anche nella paradisea dalle sei penne degli Arfak è presente un netto dicromatismo sessuale: nella livrea della femmina, infatti, predominano i toni del bruno, più scuro su testa (che è nerastra con un mustacchio bianco-grigiastro) e dorso, mentre le ali sono di color nocciola e l'area ventrale tende al giallastro, con le singole penne orlate di bruno scuro a dare un effetto striato. Il maschio, invece, possiede piumaggio di colore nero corvino con riflessi metallici e purpurei su tutto il corpo: sulla fronte è presente un'evidente banda biancastra a forma di V, mentre la nuca ed il petto presentano forti iridescenze azzurro-verdastre e bronzee. Come in tutte le paradisee dalle sei penne, nel maschio sono presenti sei lunghe penne a spatola (tre per lato) appena dietro l'orecchio, e anche le penne dei fianchi sono allungate e modificate ad avere un aspetto sfilacciato. In ambedue i sessi, becco e zampe sono di colore nero, mentre gli occhi sono azzurri.

## Distribuzione e habitat
Questa specie è endemica dell'Irian Jaya nord-occidentale, dove popola i monti Arfak (da cui il nome comune) e i vicini monti Tamrau, sulla penisola di Doberai.
L'habitat di questi uccelli è rappresentato dalle aree di foresta pluviale montana e subalpina, sia primaria che secondaria, fra i 1000 e i 1900 m di quota.

## Biologia

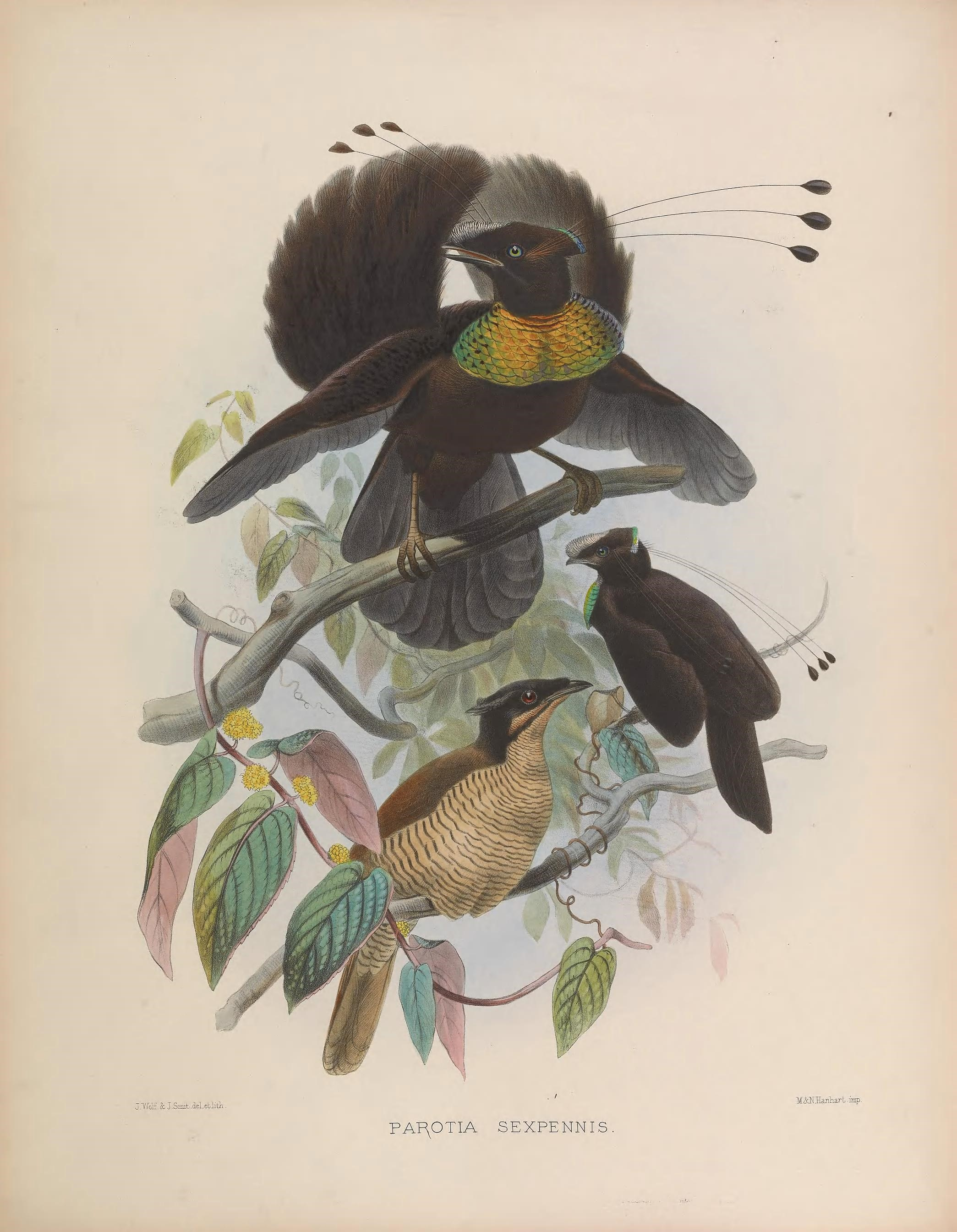
Illustrazione di un corteggiamento a cura di Daniel Giraud Elliot.

Le paradisee dalle sei penne degli Arfak sono uccelli dalle abitudini solitarie e diurne, molto schivi e riservati, che passano la maggior parte del tempo alla ricerca di cibo nella foresta.

### Alimentazione
Si tratta di uccelli essenzialmente frugivori, che mangiano soprattutto bacche ed altri frutti maturi: la loro dieta, tuttavia, comprende anche insetti ed altri piccoli invertebrati.

### Riproduzione
Non si sa se questi uccelli abbiano una stagione riproduttiva, tuttavia l'osservazione di femmine in nidificazione e maschi in amore durante vari periodi dell'anno lascerebbero supporre che la paradisea dalle sei penne occidentale possa riprodursi durante tutto l'arco dell'anno.

I maschi si esibiscono in lek sul suolo della foresta, dopo aver accuratamente ripulito riquadri di terreno da utilizzare come arene. Durante la propria esibizione, il maschio muove la testa e arruffa le penne di petto e fianchi seguendo pattern prestabiliti e atti a mettere in mostra il più possibile i riflessi metallici di petto e nuca, allo scopo di attrarre e impressionare il maggior numero possibile di femmine, con le quali poi accoppiarsi.. Dopo l'accoppiamento, è la sola femmina ad occuparsi della costruzione del nido, della cova e delle cure parentali ai nidiacei.

## Tassonomia

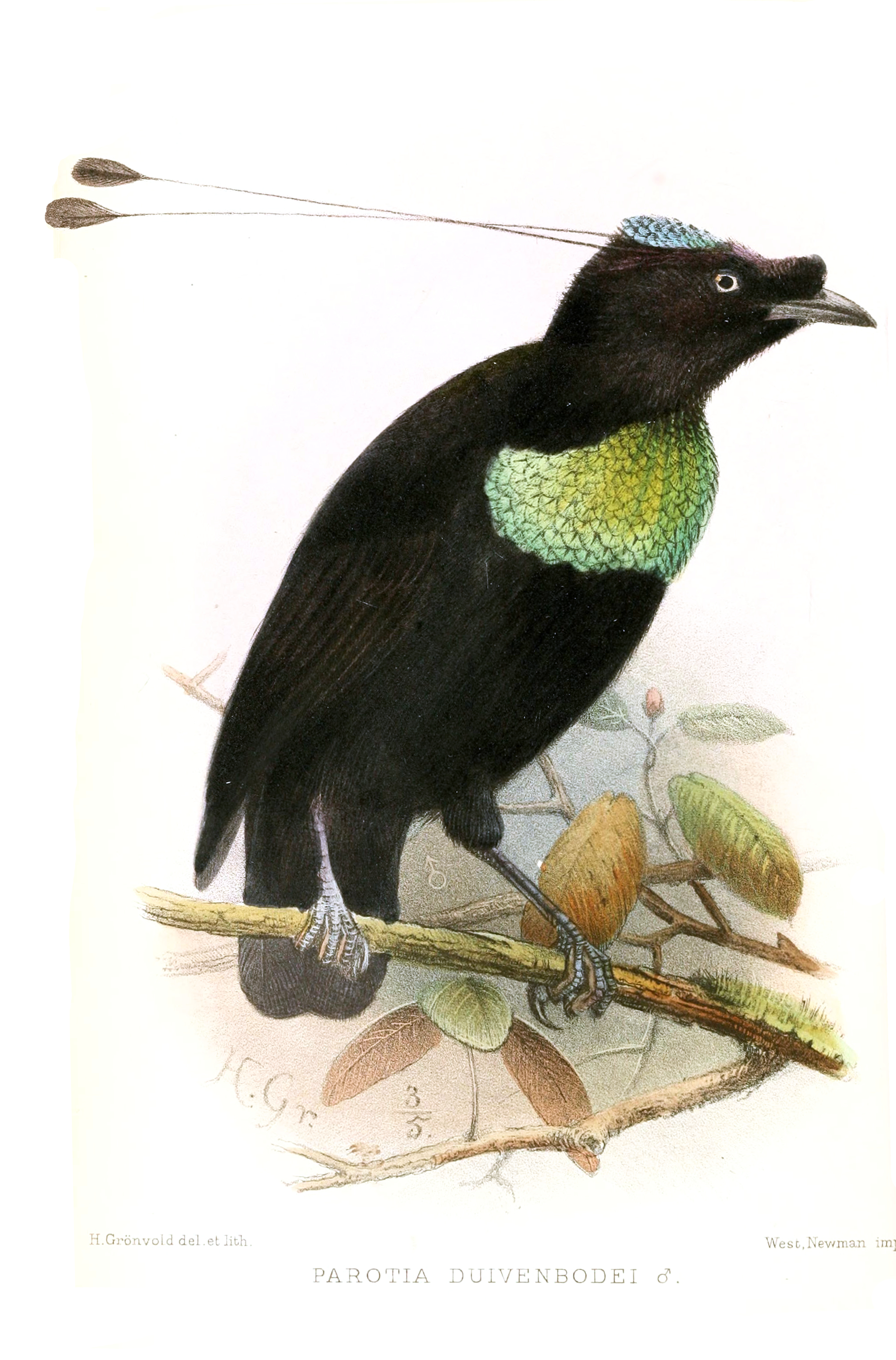
"Parotia duivenbodei", in realtà un ibrido.

Si tratta della prima specie di uccello del paradiso dalle sei penne descritta: inizialmente ascritta al genere Paradisaea, in seguito è stata classificata nel genere Parotia, che condivide a tutt'oggi con altre specie simili.
La specie è monotipica.
Il nome scientifico della specie deriva dal latino e significa dai sei fili, in riferimento alle caratteristiche penne ai lati della testa dei maschi. 
Sono noti casi di ibridazione, con la paradigalla maggiore (inizialmente classificato col nome di Loborhamphus nobilis Sharpe, 1908), con la paradisea superba (classificato come Parotia duivenbodei Rothschild, 1900) e  con la paradisea dell'arciduca Rodolfo nel distretto di Mul-Baiyer.